# Donggung e stagno Wolji
Il Donggung (동궁?) e lo stagno Wolji (월지?), noto come stagno Anapji (안압지?) durante il regno di Joseon, sono un sito storico della città di Gyeongju, in Corea del Sud. Lo stagno artificiale è situato all'interno del Parco Nazionale di Gyeongju, ed il Donggung è stato dichiarato Patrimonio dell'umanità dall'UNESCO nel 2000, insieme ad altri siti storici della città. Il complesso si estende per 177,172 metri quadrati.

## Storia
(Samguk sagi, 2° mese lunare, 674 (14° anno di regno del re Munmu))
Lo stagno fu realizzato nel 674, durante il 14º anno di regno del re Munmu, al potere dal 661 al 681, a seguito dell'unificazione della penisola coreana, durante il regno di Silla. Secondo il Samguk sagi, nel palazzo fu scavato un fossato per la creazione di uno stagno artificiale e nell'area adiacente furono piantati fiori e allevati uccelli e animali rari. Il Donggung fu costruito durante il regno di Wonseong (r. 785-798) come palazzo reale, e venne usato principalmente per cerimonie ufficiali, banchetti e feste di corte: distrutto durante una guerra nel X secolo, rimase in rovina per molti secoli. Stessa sorte spettò allo stagno, che apparve successivamente con il nome Anapji all'interno del documento del XVI secolo (era Joseon) Dongguk yeoji seungnam (동국여지승람?, Indagine ampliata della geografia coreana) con la spiegazione che il re Munmu lo realizzò secondo l'estetica taoista.
Nel 1974, durante dei lavori di scavo archeologico, furono scoperte le rovine del palazzo e iniziò un lungo lavoro di restauro e ricostruzione sotto la supervisione del governo sudcoreano. In questo frangente fu ritrovato un frammento di ceramica con incise le lettere "Wolji" (월지?) ovvero "stagno che riflette la luna", rivelando il vero nome dello stagno. Tra i manufatti portati alla luce si trovava inoltre un lucchetto con l'iscrizione "Donggunga" (동궁아?): il Donggunga era un ufficio governativo di Silla che gestiva il Donggung e comprendeva diverse divisioni, una delle quali si chiamava Woljiakjeon (월지악전?), dove Wolji era il nome di uno stagno e Akjeon si riferiva alla divisione responsabile della gestione del paesaggio. Pertanto, questo manufatto confermò l'era di costruzione del palazzo e che il nome originario dello stagno era Wolji. Dopo tale scoperta, il sito storico fu rinominato "Donggung e stagno Wolji" nel 2011. Inoltre gli scavi permisero di recuperare più di 30.000 manufatti d'interesse culturale dallo stagno e dai cantieri circostanti, e di riportare alla luce 26 siti di edifici, 8 siti di mura, sistemi di approvvigionamento idrico e di drenaggio, e murature. Circa 300 di queste reliquie sono esposte nella sala Anapji del Museo nazionale di Gyeongju.

## Donggung

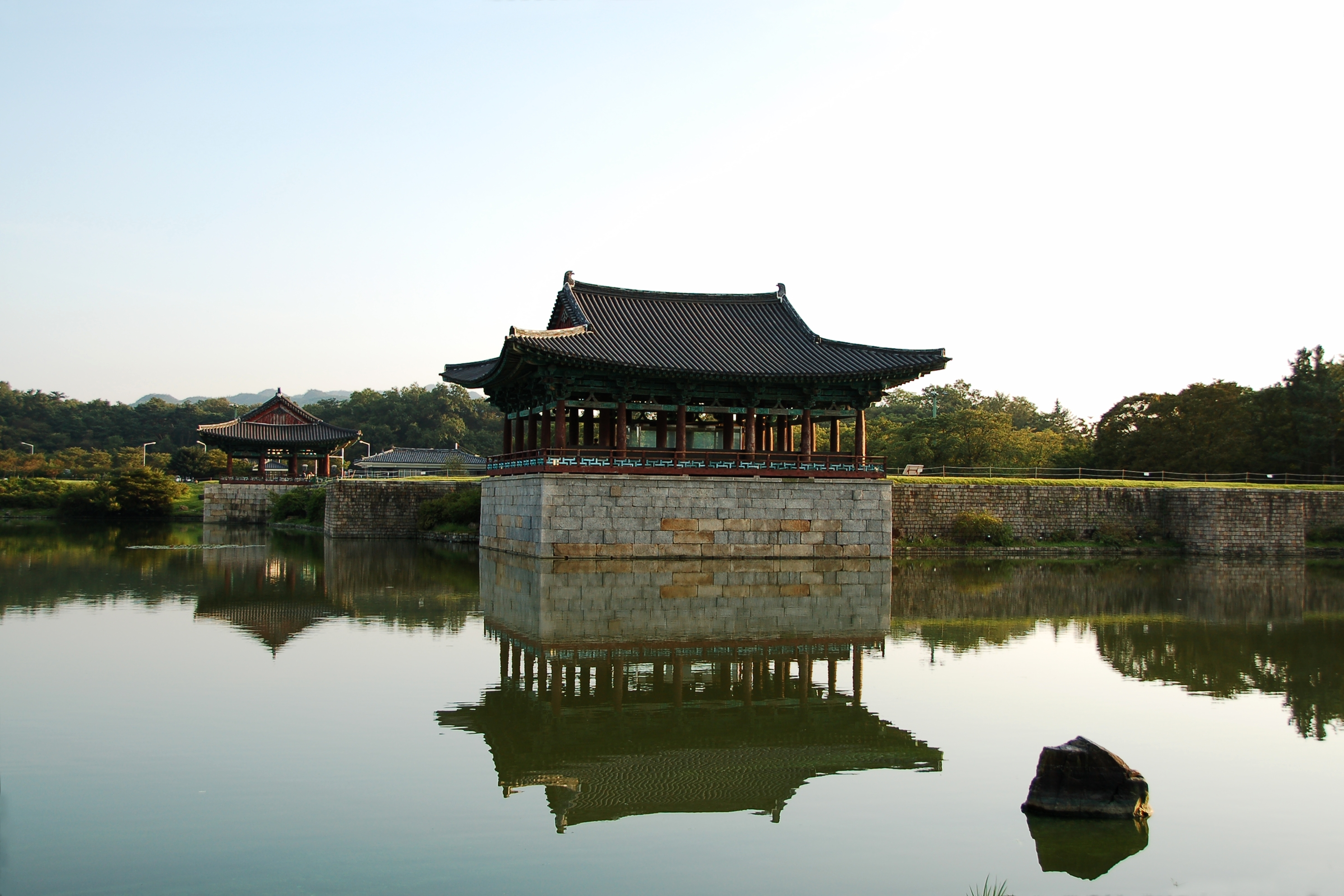
Scatto diurno del sito.

Il palazzo è formato da numerose sale e cortili. La struttura principale è composta da un salone e un padiglione laterale, circondati da un giardino. L'Imhaejeon (임해전?) è uno dei padiglioni distaccati dal palazzo principale della famiglia reale di Silla, destinato al principe ereditario, ed è storicamente l'edificio più importante della proprietà. La struttura è stata trasformata in uno spazio museale che ospita repliche di oggetti e dipinti della dinastia Silla, nonché delle ricostruzioni di sale e camere.

## Stagno Wolji
Lo stagno presenta tre piccole isole e a nord-est sorgono dodici colline. Ha una lunghezza est-ovest di 200 metri e nord-sud di 180 metri, una circonferenza rettilinea a sud-ovest e una curva tortuosa a nord-est. La particolare dimensione dello stagno crea l'illusione ottica di non riuscire a definire con un semplice sguardo la sua interezza. Per via del paesaggio, poeti e artisti lo hanno chiamato "Anapji", che significa "stagno in cui oche e anatre selvatiche possono scorrazzare in pace".